# 29227 Wegener
29227 Wegener è un asteroide della fascia principale. Scoperto nel 1992, presenta un'orbita caratterizzata da un semiasse maggiore pari a 2,3844193 UA e da un'eccentricità di 0,1895059, inclinata di 2,46373° rispetto all'eclittica.